# Choshen Mishpat
Choshen Mishpat ( in ebraico "Pettorale del Giudizio") è una delle quattro sezioni di legge ebraica (Halakhah) scritta verso il 1300 da Rabbi Jacob ben Asher e intitolata Arba'ah Turim.
Questa sezione in particolare tratta di tutti gli aspetti della legge ebraica che hanno a che fare con la finanza, responsabilità civile, procedura legale, prestiti e interesse. È quindi un complesso di regole molto diversificato. Rabbi Yosef Karo ha modellato la struttura del suo Shulkhan Arukh (שולחן ערוך) - una collezione di leggi ebraiche pratiche - secondo la Arba'ah Turim, chiamando l'equivalente sezione con lo stesso titolo, Choshen Mishpat. Anche molti altri commentatori successivi hanno utilizzato questa struttura letteraria. Quindi,Choshen Mishpat, nell'uso comune, può riferirsi ad un'area di halakhah, non specificamente o esclusivamente a quella di Rabbi Jacob ben Asher.